# Gruppen af Kommunister og Beslægtede
Gruppen af Kommunister og Beslægtede (engelsk: Communist and Allies Group) var en politisk gruppe i Europa-Parlamentet, der eksisterede fra 1973 til 1989.   

## Historie
Gruppen af Kommunister og Beslægtede blev grundlagt 16. oktober 1973 og var den første kommunistiske gruppe i Europa-Parlamentet
De ledende kræfter i gruppen var Parti Communiste Français og Partito Comunista Italiano, mens Socialistisk Folkeparti (SF) og Grækenlands Kommunistiske Parti var de mindste af de i alt fire medlemmer af gruppen. SF var repræsenteret ved Bodil Boserup fra 1979 til 1989. 
Gruppen splittedes i Forenede Venstre og Europæiske Forenede Venstre i juli 1989. 